# كلية نتانيا الأكاديمية
كلية نتانيا الأكاديمية (عبرية: האקדמית נתניה, هَمِخلَلَه هَاقَدميت نتَنيه) هي كلية خاصة في نتانيا, إسرائيل. أنشئت في عام 1994 من قبل فريق من جامعة بار إيلان, ولديها حوالي 4,000 طالب في المرحلة الجامعية. مديرها ومؤسسها صڤي ارد.
وتمنح الكلية درجة البكالوريوس والماجستير في عدة مواضيع، مع التركيز على القانون وإدارة الأعمال والتمويل وعلوم الكمبيوتر.

## وصلات خارجية
- الموقع الرسمي لكلية نتانيا